# Centrale Keuken
De Centrale Keuken, ook wel volkskeuken en Rijksfabriekskeuken genoemd, was een Nederlandse Rijksorganisatie die onder dreiging van het uitbreken van de Tweede Wereldoorlog is ontstaan en tot doel had de voedselvoorziening te garanderen onder de minderbedeelden.

## Geschiedenis
Reeds in 1937 was er door de Nederlandse regering besloten tot het oprichten van een netwerk van Centrale Keukens met het oog op de dreigende voedselschaarste als er een oorlog zou uitbreken. De leiding berustte bij ir. S.L. Louwens, hoofd van de Rijksbureau Voedselvoorziening in Oorlogstijd, dat onderdeel was van het ministerie van Landbouw. 
Vanaf 1917 waren in de grote steden reeds gemeentelijke Centrale Keukens actief, de zogenoemde gaarkeukens, totdat de voedselschaarste ten gevolge van de Eerste Wereldoorlog voorbij was.  
Het ingenieursbureau Dwars, Heederik en Verhey (DHV) van Bastiaan Verhey, de ontwerper van het standaard keukengebouw, werd belast met de bouw van tientallen keukens. Dit bureau had al eerder bewezen met het in korte tijd ontwerpen van 60 gebouwen voor de Laboreerwerkplaatsen der Artillerie met de bijbehorende infrastructuur in Rijswijk, dat het die taak aankon en dat werd bewezen door in een jaar tijd reeds 37 gebouwen gereed te hebben. Hoewel aan het begin van de oorlog 47 van de 60 gebouwen in Rijswijk gereed waren, gaf dit aan dat het bedrijf de bouw in hoog tempo van de keukens aankon. 
 De keukengebouwen hadden een lichte constructie met het oog op de tijdelijkheid ervan. Zo werd een stalen skelet opgetrokken waartussen enkelsteens muren van 11 cm dikte waren opgetrokken. Er waren twee standaardtype gebouwen, een voor de bereiding van 4000 maaltijden en een voor 6000 maaltijden.
De keukens hadden de bijnaam Rijksfabriekskeuken. Aan het begin van de oorlog produceerden de keukens voor de armlastigen onder de bevolking en voor de werknemers van bedrijven, en het voedsel werd via uitgiftepunten gedistribueerd. De eerste keuken werd bij wijze van proef op 13 november 1940 in Rotterdam in gebruik genomen.
Door de Duitsers werden de keukens echter in de herfst van 1941 aangemerkt als communistische instellingen. Hierdoor werden zij, afgezien van de bedrijfskeukens, alleen noodzakelijk geacht voor de voedselvoorziening voor hoofdzakelijk arbeiders, in plaats van ook voor de armlastige bevolking.
De keukens werden gebouwd in de grote steden en ook in kleinere steden van meer dan 20.000 inwoners. In totaal moesten er 50 keukens komen met inbegrip van de proefkeuken in Rotterdam. Een gemeente moest na aanmelding zelf een bouwer zoeken om de bouw te verwezenlijken. In een machinefabriek in Hilversum werden de speciale ketels vervaardigd. In mei 1941 waren 40 keukens zo goed als gereed. Aan het einde van de oorlog waren meer dan 170 Centrale Keukens actief.
In de door ir. M.E. Visser van de Landbouwhogeschool Wageningen speciale, nieuw ontworpen ketels werd het voedsel om zoveel mogelijk voedingsstoffen te behouden, gaar gestoomd, voor de bereiding van soep en stamppot. Dat was voor die tijd een nieuwe, door Visser uitgedachte bereidingsmethode.
De prijs van de maaltijden bedroeg 25 cent en die voor de ‘sociaal gesteunden’ 13 cent. De porties waren aanvankelijk zeer ruim bemeten met 1,2 liter en het opeten ervan gebeurde eerst thuis, maar later op het werk. In 1941 maakte 20 procent van de bevolking gebruik van de Centrale Keuken.
Na de Tweede Wereldoorlog werden de Centrale Keukens, die onder de dienst Rijkskeukens vielen, aan de gemeenten overgedragen. Hierbij verschoof de taak van de keukens naar die van voeding voor schoolkinderen en voor instellingen en evenementen. In de loop van de tijd, tot in de jaren 70, verviel ook deze noodzaak en werden alle keukens opgeheven, de gebouwen verkocht aan ondernemers, en uiteindelijk gesloopt.